# Contabilidad de fondos

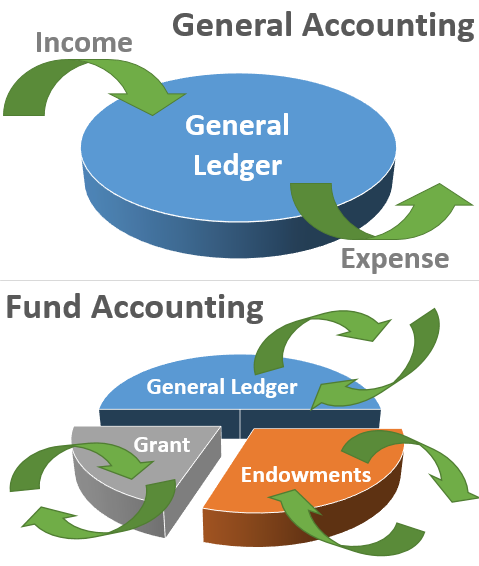
Diagrama que muestra la diferencia entre la contabilidad general y la contabilidad por fondos

La contabilidad de fondos es un sistema contable para registrar los recursos cuyo uso ha sido limitado por el donante, la autoridad que concede la subvención, el organismo rector u otras personas u organizaciones o por ley. Hace hincapié en la rendición de cuentas más que en la rentabilidad, y la utilizan las organizaciones sin ánimo de lucro y los gobiernos. En este método, un fondo consta de un conjunto de cuentas que se autoequilibran y cada una de ellas se registra como no restringida, restringida temporalmente o restringida permanentemente en función de las restricciones impuestas por el proveedor.
La etiqueta de contabilidad de fondos también se ha aplicado a la contabilidad de inversiones, la contabilidad de carteras o la contabilidad de valores, todos ellos sinónimos que describen el proceso de contabilización de una cartera de inversiones, como valores, materias primas y/o bienes inmuebles mantenidos en un fondo de inversión, como un fondo mutuo o un fondo de cobertura. La contabilidad de inversiones, sin embargo, es un sistema diferente, no relacionado con la contabilidad de fondos gubernamental y sin ánimo de lucro.

## Visión general
Las organizaciones sin ánimo de lucro y las agencias gubernamentales tienen requisitos especiales para mostrar, en los estados financieros e informes, cómo se gasta el dinero, en lugar de cuánto beneficio se ha obtenido. A diferencia de las empresas con ánimo de lucro, que utilizan un único conjunto de cuentas de auto equilibrio (o libro mayor), las organizaciones sin ánimo de lucro pueden tener más de un libro mayor (o fondo), en función de sus requisitos de información financiera. Un contable de una entidad de este tipo debe ser capaz de elaborar informes que detallen los gastos e ingresos de cada uno de los fondos individuales de la organización, así como informes que resuman las actividades financieras de la organización en todos sus fondos.
La contabilidad de fondos distingue entre dos clases principales de fondos:los que tienen un uso no restringido, que la organización puede destinar a cualquier fin, y los que tienen un uso restringido. El motivo de la restricción puede ser muy diverso. Algunos ejemplos son los requisitos legales, por los que el dinero sólo puede utilizarse legalmente para un fin específico, o una restricción impuesta por el donante o el proveedor. Estas restricciones del donante/proveedor suelen comunicarse por escrito y pueden encontrarse en las condiciones de un acuerdo, una subvención pública, un testamento o una donación.
Al utilizar el método de contabilidad de fondos, una organización puede separar los recursos financieros entre los que están inmediatamente disponibles para las operaciones en curso y los que se destinan a un fin especificado por el donante. Esto también proporciona una pista de auditoría de que todo el dinero se ha gastado para el fin previsto y, por lo tanto, se ha liberado de la restricción.
Un ejemplo puede ser un sistema escolar local de Estados Unidos. Recibe una subvención de su gobierno estatal para apoyar una nueva iniciativa de educación especial, otra subvención del gobierno federal para un programa de almuerzos escolares y una anualidad para premiar a los profesores que trabajan en proyectos de investigación. A intervalos periódicos, el sistema escolar tiene que elaborar un informe para el estado sobre el programa de educación especial, otro para una agencia federal sobre el programa de almuerzos escolares y otro para otra autoridad sobre el programa de investigación. Cada uno de estos programas tiene sus propios requisitos de información, por lo que el sistema escolar necesita un método para identificar por separado los ingresos y gastos relacionados. Para ello se establecen fondos separados, cada uno con su propio plan contable.

## Organizaciones sin ánimo de lucro
Las finanzas de las organizaciones sin ánimo de lucro se dividen en dos categorías principales: fondos no restringidos y fondos restringidos. El número de fondos de cada categoría puede cambiar con el tiempo y viene determinado por las restricciones y los requisitos de información de los donantes, la junta directiva o los proveedores de fondos.
Los fondos de uso no restringido son, como su nombre indica, de uso no restringido y, por tanto, las organizaciones no necesitan necesariamente más que un único Fondo General; sin embargo, muchas organizaciones de mayor tamaño utilizan varios para ayudarles a contabilizar los recursos de uso no restringido. Los fondos no restringidos pueden incluir
Fondo general: es el fondo mínimo necesario para los recursos de libre disposición y está relacionado con activos corrientes y no corrientes y pasivos relacionados que pueden utilizarse a discreción del consejo de administración de la organización.
Fondo designado: activos que han sido asignados a un fin específico por el consejo de administración de la organización, pero que siguen siendo de libre disposición, ya que el consejo puede cancelar el uso deseado.
Fondos comerciales: muchas grandes organizaciones sin ánimo de lucro tienen ahora tiendas y otros puntos de venta en los que recaudan fondos mediante la venta de bienes y servicios. Los beneficios se destinan a los fines de la organización.
Fondo de planta (terrenos, edificios y equipos) - Algunas organizaciones mantienen sus activos no corrientes y los pasivos relacionados en un fondo separado de los activos corrientes.
Fondo corriente - sin restricciones - Si la organización mantiene sus activos no corrientes en un fondo de planta, éste se utiliza para contabilizar los activos corrientes que pueden utilizarse a discreción de la junta directiva de la organización.
Los fondos restringidos pueden incluir:
- Fondos de dotación - permanentes se utilizan para contabilizar el importe principal de las donaciones o subvenciones que la organización está obligada, por acuerdo con el donante, a mantener intacto a perpetuidad o hasta una fecha/evento futuro específico o que se haya utilizado para el fin para el que se donó.
- Los fondos de dotación temporales son similares a los fondos de dotación permanentes, con la salvedad de que en un momento futuro o tras un acontecimiento específico, la dotación estará disponible para su uso sin restricciones o con fines restringidos por parte de la organización.
- Los fondos de anualidades y de renta vitalicia son recursos aportados por donantes en los que la organización tiene un interés beneficiario pero no es la única beneficiaria. Pueden incluir anualidades de donaciones benéficas o fondos de renta vitalicia.
- Los fondos de agencia o de custodia se mantienen para contabilizar los recursos antes de que se desembolsen de acuerdo con las instrucciones del donante. La organización tiene poca o ninguna discreción sobre el uso de estos recursos y siempre es igual a los pasivos en las cuentas de agencia.
- Fondos corrientes - restringidos son activos corrientes sujetos a restricciones asignadas por donantes o concedentes.[10]

### Bases contables e información financiera
Al igual que las organizaciones con ánimo de lucro, las organizaciones sin ánimo de lucro y los gobiernos elaboran estados financieros consolidados que se ajustan a los requisitos de información del país en el que tienen su sede o, si son lo suficientemente grandes, pueden elaborarlos conforme a las Normas Internacionales de Información Financiera (NIIF); un ejemplo de ello es la organización benéfica Oxfam, con sede en el Reino Unido.Si la organización es pequeña, puede utilizar una contabilidad de caja, pero las más grandes suelen utilizar una contabilidad de devengo para sus fondos.
Las organizaciones sin fines de lucro en los Estados Unidos han preparado sus estados financieros utilizando la guía de la Junta de Normas de Contabilidad Financiera (FASB) desde 1993. Las normas de información financiera están contenidas principalmente en FAS117 y FIN43.FASB emitió una actualización importante en 2016 que cambió los activos netos de informes de tres categorías primarias a dos categorías, fondos restringidos y no restringidos y cómo se representan en los estados financieros.
Las organizaciones sin ánimo de lucro y los gobiernos utilizan los mismos cuatro estados financieros estándar que las organizaciones con ánimo de lucro:
- Estado de actividades financieras o estado de ayudas, ingresos y gastos. Este estado se parece a la cuenta de resultados de una empresa, pero puede utilizar términos como exceso o déficit en lugar de beneficios o pérdidas. Muestra los resultados netos, por cada fondo, de las actividades de la organización durante el ejercicio fiscal del que se informa. El superávit o déficit se muestra como una variación de los saldos de los fondos,[16] similar a una cuenta de resultados.
- Estado de situación financiera o balance. Similar al balance de una empresa, este estado enumera el valor de los activos y las deudas de la organización al final del periodo del informe.[17]
- Estado de cambios en el patrimonio neto: al igual que en las organizaciones con ánimo de lucro, muestra los cambios en el patrimonio neto de la organización a lo largo del año. Según las NIIF, la organización sin ánimo de lucro puede elegir si desea elaborar este estado o no; algunas lo hacen,[18] y otras no.[9]
- El estado de flujos de efectivo identifica las fuentes de efectivo que entran en la organización y los usos del efectivo que sale durante el ejercicio fiscal del que se informa.[19]

En Estados Unidos también puede haber un Estado de gastos funcionales separado que distribuye cada gasto de la organización en importes relacionados con las distintas funciones de la organización. Estas funciones se dividen en dos grandes categorías: servicios de programas y servicios de apoyo. Los servicios del programa son las actividades relacionadas con la misión de la organización. Los servicios de apoyo no relacionados con el programa incluyen los costes de los actos de recaudación de fondos, la gestión y la administración general. Se trata de una sección obligatoria del formulario 990, que es una declaración informativa anual exigida por el Servicio de Impuestos Internos a las organizaciones sin ánimo de lucro.

## Sistema gubernamental del Reino Unido
El gobierno del Reino Unido tiene los siguientes fondos:
- Fondo Consolidado es el fondo donde se contabilizan todos los ingresos y gastos corrientes del gobierno. Cada uno de los gobiernos descentralizados también tiene un fondo consolidado.[22]
- Fondo de comercio es una organización gubernamental que se ha establecido como tal mediante una orden de fondo de comercio.[23]
- El Fondo Nacional de Préstamos es la principal cuenta de empréstitos y préstamos del Gobierno. Está estrechamente vinculado al fondo consolidado, que se equilibra diariamente mediante una transferencia al fondo nacional de préstamos o desde éste.
- La cuenta de compensación del tipo de cambio es el fondo público que mantiene las reservas del Reino Unido de divisas, oro y derechos especiales de giro. Puede utilizarse para gestionar el valor de la libra esterlina en los mercados internacionales.
- Los Fondos de la Seguridad Social son cuentas en las que se depositan las cotizaciones del Régimen de la Seguridad Social.
- El Fondo para Contingencias es una cuenta que puede utilizarse para gastos urgentes en previsión de que el dinero sea aprobado por el Parlamento, o para pequeños pagos no incluidos en las previsiones presupuestarias del año.[24]

### Bases contables e información financiera
El Gobierno del Reino Unido elabora los estados financieros denominados Whole of Government Accounts. Se elaboran anualmente y se generan conforme a las Normas Internacionales de Información Financiera, como cualquier otra gran organización.

## Sistema gubernamental de Estados Unidos

### Fondos estatales y locales
Los gobiernos estatales y locales utilizan tres grandes categorías de fondos: fondos gubernamentales, fondos propios y fondos fiduciarios.
Los fondos gubernamentales incluyen los siguientes.
Fondo general. Este fondo se utiliza para contabilizar las operaciones y actividades generales que no requieren el uso de otros fondos.
Los fondos de ingresos especiales (o especiales) deben contabilizar el uso de los ingresos destinados por ley a un fin concreto. Un ejemplo sería un fondo de ingresos especiales para registrar los ingresos de los impuestos estatales y federales sobre el combustible, ya que por ley federal y estatal los ingresos fiscales sólo pueden destinarse a usos de transporte.
Los fondos para proyectos de capital se utilizan para contabilizar la construcción o adquisición de activos fijos, como edificios, equipos y carreteras. Dependiendo de su uso, un activo fijo puede ser financiado por un fondo de ingresos especiales o por un fondo propio. Un fondo para proyectos de capital sólo existe hasta la finalización del proyecto. Los activos fijos adquiridos y las deudas a largo plazo contraídas por un proyecto de capital se asignan a los Fondos Generales de Activos Fijos y Deudas a Largo Plazo de la Administración.
Los fondos del servicio de la deuda se utilizan para contabilizar el dinero que se utilizará para pagar los intereses y el principal de las deudas a largo plazo. Los bonos utilizados por un gobierno para financiar grandes proyectos de construcción, que se pagarán mediante gravámenes fiscales a lo largo de varios años, requieren un fondo del servicio de la deuda (a veces denominado "fondo de intereses y amortización") para contabilizar su reembolso. Las deudas de los fondos permanentes y propios se atienden dentro de dichos fondos, en lugar de mediante un fondo separado para el servicio de la deuda. Al igual que ocurre con los fondos para proyectos de capital, una vez que la deuda se ha amortizado, el fondo deja de existir.
Los fondos permanentes deben utilizarse para informar sobre recursos que están legalmente restringidos en la medida en que sólo los ingresos, y no el principal, pueden utilizarse para fines que apoyen los programas del gobierno declarante, es decir, en beneficio del gobierno o de sus ciudadanos.
Los fondos propios incluyen los siguientes.
Los fondos de servicios internos se utilizan para operaciones que prestan servicios a otros fondos o departamentos de una administración en régimen de reembolso de costes. Una imprenta, que recibe pedidos de folletos y formularios de otras oficinas y se le reembolsa el coste de cada pedido, sería una aplicación adecuada para un fondo de servicios internos.
Los fondos de empresa se utilizan para los servicios prestados al público con cargo a los usuarios, de forma similar al funcionamiento de una empresa comercial.Los servicios de agua y alcantarillado son ejemplos comunes de empresas públicas.
Los fondos fiduciarios se utilizan para contabilizar los activos mantenidos en fideicomiso por el gobierno en beneficio de particulares u otras entidades.El fondo de pensiones de los empleados, creado por el Estado de Maryland para proporcionar prestaciones de jubilación a sus empleados, es un ejemplo de fondo fiduciario.Los estados financieros pueden distinguir además los fondos fiduciarios como fondos fiduciarios o fondos de agencia; un fondo fiduciario existe generalmente durante un período de tiempo más largo que un fondo de agencia.

#### Inmovilizado y deudas a largo plazo
Las administraciones estatales y locales tienen otros dos grupos de cuentas de autoequilibrio que no se consideran fondos: el inmovilizado general y las deudas generales a largo plazo. Estos activos y pasivos pertenecen a la entidad gubernamental en su conjunto, y no a un fondo específico. Aunque los activos fijos generales formarían parte de los estados financieros de toda la administración (que informan de la entidad en su conjunto), no se incluyen en los estados de los fondos gubernamentales. Los activos fijos y las deudas a largo plazo asignados a un fondo empresarial específico se denominan activos fijos y deudas a largo plazo del fondo.

#### Base contable
El principio contable de devengo utilizado por la mayoría de las empresas exige que los ingresos se reconocen cuando se obtienen y que los gastos se reconocen cuando se recibe el beneficio correspondiente. En realidad, los ingresos pueden recibirse en un periodo posterior, mientras que los gastos pueden pagarse en un periodo anterior o posterior. (La contabilidad de caja, utilizada por algunas pequeñas empresas, reconoce los ingresos cuando se reciben y los gastos cuando se pagan).
Los fondos públicos, que no se preocupan por la rentabilidad, suelen basarse en el principio del devengo modificado. Esto implica reconocer los ingresos cuando están disponibles y son mensurables, en lugar de cuando se obtienen. Los gastos, término preferido a gastos en la contabilidad de devengo modificado, se reconocen cuando se incurre en el pasivo correspondiente.Los gastos también incluyen las compras de bienes de capital y los reembolsos de deuda, que no se consideran gastos en la contabilidad empresarial.
Los fondos propios, utilizados para actividades similares a las empresariales, suelen funcionar según el principio del devengo. Los contables públicos a veces se refieren al principio del devengo como "devengo completo" para distinguirlo del principio del devengo modificado.
La base contable aplicada a los fondos fiduciarios depende de las necesidades de un fondo específico. Si el fondo fiduciario implica una operación de tipo empresarial, la contabilidad por el principio de devengo sería apropiada para mostrar la rentabilidad del fondo. La contabilidad por el principio de devengo también es apropiada para los fondos fiduciarios que utilizan los intereses y dividendos de los principales importes invertidos para pagar los programas subvencionados, porque la rentabilidad de esas inversiones sería importante.

#### Informes financieros
Las administraciones estatales y locales presentan los resultados de sus operaciones anuales en un informe financiero global anual (IFGCA), el equivalente a los estados financieros de una empresa. Un ACFR incluye un único conjunto de estados financieros de toda la administración, para la entidad gubernamental en su conjunto, y estados financieros de fondos individuales. El Consejo de Normas de Contabilidad Gubernamental establece las normas para la elaboración de los ACFR.
Los gobiernos no utilizan los términos pérdidas y ganancias para describir los resultados netos de sus operaciones. La diferencia entre ingresos y gastos durante un año es un superávit o un déficit. Dado que la obtención de beneficios no es el propósito de un gobierno, un superávit significativo generalmente significa una elección entre recortes de impuestos o aumentos del gasto. Un déficit significativo dará lugar a recortes del gasto o al endeudamiento. Lo ideal es que los superávits y los déficits sean pequeños.

### Fondos de la administración federal
La contabilidad del Gobierno federal utiliza dos grandes grupos de fondos: el grupo de fondos federales y el grupo de fondos fiduciarios.

#### Grupo de fondos federales
- Fondo general. Técnicamente, sólo existe un fondo general, bajo el control del Departamento del Tesoro de los Estados Unidos. Sin embargo, cada agencia federal mantiene su propio conjunto de cuentas autoequilibradas. El fondo general se utiliza para contabilizar ingresos y pagos que no pertenecen a otro fondo.[47]
- Los fondos especiales son similares a los fondos de ingresos especiales utilizados por los gobiernos estatales y locales, destinados a un fin específico (distinto de las actividades comerciales).[48]
- Los fondos rotatorios son similares a los fondos propios utilizados por las administraciones estatales y locales para actividades similares a las empresariales. El término, rotatorio, significa que lleva a cabo un ciclo continuo de actividad. Existen dos tipos de fondos rotatorios en el Grupo de Fondos Federales: los fondos de empresas públicas y los fondos rotatorios intragubernamentales.[49]
  - Los fondos de empresas públicas son similares a los fondos de empresas utilizados por los gobiernos estatales y locales para actividades de tipo empresarial realizadas principalmente con el público.[48]El Fondo del Servicio Postal es un ejemplo de fondo de empresa pública.[50]
  - Los fondos rotatorios intragubernamentales son similares a los fondos de servicios internos utilizados por los gobiernos estatales y locales para actividades comerciales realizadas dentro del gobierno federal.[48]

#### Grupo de fondos fiduciarios
Los fondos fiduciarios se destinan a programas y fines específicos de acuerdo con una ley que designa el fondo como fiduciario. Su designación estatutaria distingue al fondo como fiduciario y no como fondo especial. El Fondo Fiduciario de Carreteras es un ejemplo de fondo fiduciario.
Los fondos fiduciarios rotatorios son actividades de tipo empresarial, designadas por ley como fondos fiduciarios. Por lo demás, son idénticos a los fondos rotatorios de las empresas públicas.
Los fondos de depósito son similares a los fondos de agencia utilizados por los gobiernos estatales y locales para los activos pertenecientes a particulares y otras entidades, mantenidos temporalmente por el gobierno. Los impuestos estatales sobre la renta retenidos de la nómina de un empleado del gobierno federal, aún no pagados al estado, son un ejemplo de fondos de depósito.

#### Base contable e información financiera
El gobierno de Estados Unidos utiliza la contabilidad de ejercicio para todos sus fondos. Su informe financiero anual consolidado utiliza dos indicadores para medir la salud financiera: el déficit presupuestario unificado y los (costes)/ingresos netos de explotación.
El déficit presupuestario unificado, una medida basada en el criterio de caja, equivale al saldo de una chequera. Este indicador no tiene en cuenta las consecuencias a largo plazo, pero históricamente ha sido el centro de la información presupuestaria de los medios de comunicación. A excepción del déficit presupuestario unificado, los estados financieros del gobierno federal se basan en la contabilidad de ejercicio.
Los (costes)/ingresos netos de explotación, una medida basada en el principio del devengo, se calculan en los "Estados de Operaciones y Cambios en la Posición Neta" comparando los ingresos con los costes.Los (costes)/ingresos netos de explotación del gobierno federal son comparables a los ingresos/(pérdidas) netos declarados en una cuenta de resultados por una empresa, o al superávit/(déficit) declarado por los gobiernos estatales y locales.

## Ciclo fiscal de la contabilidad de fondos (ejemplo ficticio)
A continuación se presenta un ejemplo simplificado del ciclo fiscal del fondo general de la ciudad de Toscana, una administración municipal ficticia.

### Asientos de apertura
El ciclo fiscal comienza con la aprobación de un presupuesto,por el alcalde y el consejo municipal de la ciudad de Toscana. Para el ejercicio fiscal 2009, que comenzó el 1 de julio de 2008, la alcaldía estimó unos ingresos del fondo general de 35 millones de dólares procedentes de impuestos sobre bienes inmuebles, subvenciones estatales, multas de aparcamiento y otras fuentes. La estimación se registró en el libro mayor del fondo con cargo a ingresos estimados y abono a saldo de fondos.
|   | Cuenta de mayor    | Debito      | Credito     |
| - | ------------------ | ----------- | ----------- |
| 1 | Ingresos estimados | $35,000,000 |             |
|   | Saldo de fondos    |             | $35,000,000 |
|   |                    |             |             |

El ayuntamiento aprobó un crédito que autorizaba a la ciudad a gastar 34 millones de dólares del fondo general. El crédito se registró en el libro mayor del fondo con cargo al saldo del fondo y abono a créditos.
|   | Cuenta de mayor | Debito      | Credito     |
| - | --------------- | ----------- | ----------- |
| 2 | Saldo de fondos | $34,000,000 |             |
|   | Créditos        |             | $34,000,000 |
|   |                 |             |             |

En los libros auxiliares, el crédito se dividiría en importes más pequeños autorizados para diversos departamentos y programas,como:
| Bomberos       | $5,000,000  |
| Policía        | $5,000,000  |
| Escuelas       | $10,000,000 |
| Obras públicas | $6,000,000  |
| Transportes    | $4,000,000  |
| Alcaldía       | $4,000,000  |

La complejidad de un crédito depende de las preferencias del ayuntamiento; los créditos del mundo real pueden incluir cientos de partidas presupuestarias. Un crédito es la autorización legal para gastar otorgada por el ayuntamiento a los distintos organismos de la administración municipal. En el ejemplo anterior, la ciudad puede gastar hasta 34 millones de dólares, pero también se han establecido límites de consignación menores para programas y departamentos concretos.

### Registro de ingresos
Durante el año fiscal 2009, la ciudad cobró a los propietarios un total de 37 millones de dólares en concepto de impuestos sobre bienes inmuebles. Sin embargo, la Alcaldía prevé que un millón de dólares de este gravamen será difícil o imposible de recaudar. Se reconocieron ingresos por valor de 36 millones de dólares, ya que esta parte del gravamen estaba disponible y era cuantificable en el periodo en curso.
|   | Cuenta de mayor                     | Debito      | Credito     |
| - | ----------------------------------- | ----------- | ----------- |
| 3 | Impuestos por cobrar                | $37,000,000 |             |
|   | Estimación de impuestos incobrables |             | $1,000,000  |
|   | Ingresos                            |             | $36,000,000 |
|   |                                     |             |             |

### Gastos de nómina
La ciudad gastó un total de 30 millones de dólares en la nómina de sus empleados, incluidos diversos impuestos, prestaciones y retenciones a los empleados. Una parte de los impuestos sobre la nómina se pagará en el próximo periodo fiscal, pero la contabilidad de devengo modificada requiere que el gasto se registre durante el periodo en que se incurrió en el pasivo.
|   | Cuenta de mayor      | Debito      | Credito     |
| - | -------------------- | ----------- | ----------- |
| 4 | Gastos               | $30,000,000 |             |
|   | Salarios a pagar     |             | $20,000,000 |
|   | Impuestos a pagar    |             | $5,000,000  |
|   | Prestaciones a pagar |             | $5,000,000  |
|   |                      |             |             |

### Otros gastos
El Departamento de Obras Públicas gastó 1 millón de dólares en suministros y servicios para el mantenimiento de las calles de la ciudad.
|   | Cuenta de mayor        | Debito     | Credito    |
| - | ---------------------- | ---------- | ---------- |
| 5 | Gastos                 | $1,000,000 |            |
|   | Comprobantes por pagar |            | $1,000,000 |
|   |                        |            |            |

### Asientos de cierre
Al final del ejercicio, los ingresos reales de 36 millones de dólares se compararon con la estimación de 35 millones. La diferencia de 1 millón de dólares se registró como abono al saldo del fondo.
|   | Cuenta de mayor    | Debito      | Credito     |
| - | ------------------ | ----------- | ----------- |
| 6 | Ingresos           | $36,000,000 |             |
|   | Ingresos estimados |             | $35,000,000 |
|   | Saldo de fondos    |             | $1,000,000  |
|   |                    |             |             |

La ciudad gastó 31 millones de su asignación de 34 millones. Se aplicó un crédito de 3 millones al saldo del fondo por el importe no gastado.
|   | Cuenta de mayor | Debito      | Credito     |
| - | --------------- | ----------- | ----------- |
| 7 | Créditos        | $34,000,000 |             |
|   | Gastos          |             | $31,000,000 |
|   | Saldo de fondos |             | $3,000,000  |
|   |                 |             |             |

Cuando finalizó el ejercicio fiscal en curso, expiró su consignación. El saldo restante en el fondo general en ese momento se considera no gastado. Los organismos del gobierno municipal no están autorizados a gastar el saldo no utilizado, incluso si sus gastos durante el periodo fiscal ahora finalizado fueron inferiores a su parte de la consignación caducada. Es necesaria una nueva consignación para autorizar el gasto en el siguiente período fiscal. (Las obligaciones contraídas al final del ejercicio fiscal por bienes y servicios encargados, pero aún no recibidos, suelen considerarse gastados, lo que permite su pago en una fecha posterior con cargo a la consignación actual. Algunas jurisdicciones, sin embargo, exigen que los importes se incluyan en el presupuesto del periodo siguiente).
En lugar de volver a aplicar el saldo no gastado del fondo general a los mismos programas, el ayuntamiento puede optar por gastar el dinero en otros programas. Alternativamente, pueden utilizar el saldo para reducir impuestos o pagar una deuda a largo plazo. Con un gran superávit, reducir la presión fiscal suele ser la opción preferida.